# Flèche du Sud
La Flèche du Sud est une course cycliste luxembourgeoise créée en 1949 et qui fait partie de l'UCI Europe Tour depuis 2005, en catégorie 2.2. Elle est par conséquent ouverte aux équipes continentales professionnelles luxembourgeoises, aux équipes continentales, à des équipes nationales et à des équipes régionales ou de clubs. Les UCI ProTeams (première division) ne peuvent pas participer.
L'édition 2020 est annulée en raison de la pandémie de coronavirus,,.

## Palmarès
| Année     | Vainqueur               | Deuxième                 | Troisième               |
| --------- | ----------------------- | ------------------------ | ----------------------- |
| 1949      | Roby Bintz              | Henri Kass               | Albert Kirchen          |
| 1951      | Charly Gaul             | Léon Millet              | Roger Ludwig (de)       |
| 1952      | Roger Ludwig (de)       | Charly Gaul              | André Moes (de)         |
| 1953      | Charly Gaul             | Jan Plantaz              | Martinus Cuyten         |
| 1954      | Willy Gramser           | Raymond Jacobs (de)      | Guy Badinot             |
| 1955      | Théo Simon              | Arnold Ehlen             | Jean Fourneau           |
| 1956      | Rien van Grinsven       | Piet de Jongh            | Claude Valdois          |
| 1957      | Camille Jost (lb)       | Dominique Zago (de)      | Walthère Wislet         |
| 1958      | Willy Vanden Berghen    | Louis Legros             | Giel Moonen             |
| 1959      | Bruno Martinato         | Günter Tüller (de)       | Edmond Jacobs           |
| 1960      | Raymond Jacobs (de)     | Bruno Martinato          | Edmond Jacobs           |
| 1961      | August Korte            | Raymond Jacobs (de)      | Edmond Jacobs           |
| 1962      | Nicolas Manzo           | Willy Monty              | Ferdinand Boonman       |
| 1963      | Johny Schleck           | Nicolas Manzo            | Raymond Jacobs (de)     |
| 1964      | Edy Schütz              | Norbert Van Cauwenberghe | Henk de Jong            |
| 1965      | Edy Schütz              | Bernard Guyot            | Dieter Koslar (de)      |
| 1966      | Ortwin Czarnowski (de)  | Martin Gombert           | Joseph Johanns          |
| 1967      | Roger Gilson            | Jan Spetgens             | Joseph Johanns          |
| 1968      | Guy Boitrelle           | Martin Gombert           | Roger Gilson            |
| 1969      | Roger Gilson            | Roland Smaniotto         | Jörg Frank              |
| 1970      | Walter Bürki (de)       | Ben Jurians              | Wim de Waal             |
| 1971      | Fons van Katwijk        | Gustave Hermans          | Aad van den Hoek        |
| 1972      | Alfred Gaida (de)       | Roby Treis (lb)          | Freddy Libouton         |
| 1973      | Erny Kirchen            | Ferdy Reuland            | Klaus Jördens (de)      |
| 1974      | Johan van der Meer (nl) | Adri van Houwelingen     | Reinhold Griese         |
| 1975      | Fausto Stiz             | Jan Trybala              | Lucien Didier           |
| 1976      | Luciano Sacher          | Johny Vanherreweghe      | Gabriele Mirri          |
| 1977      | Alf Segersäll           | Mats Ericsson            | Denis Ertveldt          |
| 1978      | Alf Segersäll           | Tommy Prim               | Kim Andersen            |
| 1979      | Conny Neiertz (lb)      | Moreno Argentin          | José da Silva           |
| 1980      | Acácio da Silva         | Jean-Louis Schneiter     | Gilbert Glaus           |
| 1981      | Jean-Louis Schneiter    | Stelios Vascos           | Francis Da Silva        |
| 1982      | Neil Martin (en)        | Håkan Larsson            | Conny Neiertz (lb)      |
| 1983      | Hartmut Bölts           | Per Pedersen             | Peter Hilse             |
| 1984      | Francis Da Silva        | Bjarne Riis              | John Hansen             |
| 1985      | Wim Jennen              | Armand van Mulken        | José da Silva           |
| 1986      | Rob Harmeling           | Arjan Jagt (nl)          | Werner Stutz            |
| 1987      | Hans-Werner Theisen     | Pascal Triebel           | Timo Pannhenrich        |
| 1988      | Lutz Nippen             | Stephen Spratt (en)      | Rolf Glasner            |
| 1989      | Daniel Lanz             | Ben Spetjens             | Pascal Meyers (lb)      |
| 1990      | Alex Zülle              | Thedy Rinderknecht       | Wolfgang Lohr           |
| 1991      | Robert de Poel (nl)     | Alexandre Ivankine       | Roland Meier            |
| 1992      | Jan Ostergaard          | Jörg Paffrath (de)       | Niklas Axelsson         |
| 1993      | Lex Nederlof            | Holger Michels           | Pascal Triebel          |
| 1994      | Wolfgang Lohr           | Koos Moerenhout          | Reto Matt               |
| 1995      | Klaus Diewald (de)      | Reto Matt                | Patrick Moster          |
| 1996      | Marc Lotz               | Pascal Triebel           | Mickael Schlickau       |
| 1997      | David Dante             | Jacques Peeters          | Karsten Kroon           |
| 1998      | Jan Ostergaard          | Stefan Rüttimann         | Michele Favaron         |
| 1999      | Kim Kirchen             | Jos Lucassen             | Laurens ten Dam         |
| 2000      | Giampaolo Cheula        | Federico Berta           | Jan Ostergaard          |
| 2001      | Bradley Wiggins         | Timo Scholz              | Jan Ramsauer (de)       |
| 2002      | Christian Weber         | Jan Ramsauer (de)        | Steve Fogen             |
| 2003      | David Loosli            | Pieter Mertens           | Stefan Cohnen           |
| 2004      | Andy Schleck            | Roman Peter              | Michael Haas            |
| 2005      | Wolfram Wiese (de)      | Marcin Sapa              | Laurent Didier          |
| 2006      | Geraint Thomas          | Wolfram Wiese (de)       | Andrew Tennant          |
| 2007      | Boris Shpilevsky        | Tomasz Kiendyś           | Vitaliy Kondrut         |
| 2008      | Marcel Wyss             | Tejay van Garderen       | Denys Kostyuk           |
| 2009      | Simon Zahner            | Ben Gastauer             | Maint Berkenbosch (nl)  |
| 2010      | Lasse Bøchman           | Mads Christensen         | Maarten de Jonge        |
| 2011      | Lasse Bøchman           | Harald Totschnig         | Bob Jungels             |
| 2012      | Bob Jungels             | Julian Kern              | Jure Golčer             |
| 2013      | Michael Valgren         | Mirco Saggiorato         | Joey Rosskopf           |
| 2014      | Gaëtan Bille            | Joël Zangerlé            | Ludovic Robeet          |
| 2015      | Víctor de la Parte      | Jasper Ockeloen          | Gaëtan Bille            |
| 2016      | Sérgio Sousa            | Raphael Freienstein      | Serge Dewortelaer       |
| 2017      | Mark Padun              | Riccardo Zoidl           | Rasmus Christian Quaade |
| 2018      | Gianni Marchand         | Stephan Rabitsch         | Jimmy Janssens          |
| 2019      | Quinten Hermans         | Toon Aerts               | Stef Krul               |
| 2020-2021 | annulé                  | annulé                   | annulé                  |
| 2022      | Thibau Nys              | Thomas Bonnet            | Mika Heming             |
| 2023      | Pim Ronhaar             | Antoine Huby             | Márton Dina             |
| 2024      | Pim Ronhaar             | Lukas Rüegg              | Liam O'Brien            |
| 2025      | Martijn Rasenberg       | Thomas Mein              | Joppe Heremans          |